# Friedrich Heinrich von Krassow
Friedrich Heinrich von Krassow, född 12 juni 1775 i Stralsund, död 14 mars 1844, var en tysk friherre, markägare, svensk kavalleriofficer och politiker.